# 单可及
单可及（9世纪—899年），唐朝末年幽州骁将，号单无敌，幽州节度使刘仁恭的妹夫。
乾宁四年（897年）八月，李克用大举讨伐刘仁恭。九月初五，李克用率军到达安塞军，九月初九，进攻安塞军。单可领骑兵赶到，李克用正在喝酒，前锋报信：“幽州的贼寇来到了！”李克用喝得大醉，说；“刘仁恭在哪里？”手下回答：“只看到单可及一伙。”李克用瞪着眼说：“单可及这伙人哪是我的对手！”当即下令进攻幽州军。这天大雾弥漫，幽州将杨师侃在木瓜涧埋伏，击败李克用的河东军，河东军丧失人马超过多半。趁着暴风雨，幽州军解围离去。
光化二年（899年），宣武军节度使朱全忠派李思安、张存敬率军救援魏博节度使罗绍威，驻扎在内黄县，三月初十，朱全忠中军安营在滑州。刘仁恭对其子刘守文说：“你的勇猛是李思安的十倍，你先俘虏李思安这些无能鼠辈，然后再擒获罗绍威。”刘仁恭派遣刘守文、单可及带精兵五万攻打李思安。三月十四日，李思安派袁象先在清河水的右侧伏兵，李思安在繁阳迎战刘守文，佯退；刘守文追击李思安，到内黄之北，李思安率军回击，伏兵也发起进攻，两面夹击。幽州军大败，三万人被斩杀擒获，刘守文本人仅免一死。《旧五代史·僭伪列传》《新唐书》《资治通鉴》记载单可及被斩杀，《旧唐书》《旧五代史·梁书·太祖纪》记载单可及被生擒，刘仁恭的军队失去单可及后大伤元气。